# Centro Histórico de Odessa
O Centro Histórico de Odessa (em ucraniano: Історичний центр Одеси, romanizado: Istorychnyy tsentr Odesy) é uma região central da cidade ucraniana de Odessa, localizada no Oblast homônimo, Ucrânia. O local compreende a área histórica da cidade e abriga uma variedade de edifícios históricos e grande concentração de patrimônio histórico e cultural do povo ucraniano. A região foi designada Patrimônio Mundial pela UNESCO em 2023 e atualmente integra igualmente a Lista do Património Mundial em perigo devido aos danos proporcionados pelos bombardeios da Invasão russa.
A área designada pela UNESCO possui prédios e avenidas construídos no período compreendido entre os séculos XVI e XVIII no que corresponde à soberania do Czarado da Rússia sobre a região.

## Seleção
A propriedade figurou na Lista Indicativa da UNESCO desde 6 de janeiro de 2009, sendo submetido pelo Ministério da Cultura e Turismo da Ucrânia e recebeu os critérios (i)(ii)(iii)(iv) e (v). Sob um procedimento de emergência em janeiro de 2023, a UNESCO o adicionou o local à Lista do Patrimônio Mundial e à Lista do Patrimônio Mundial em Perigo.

## História
O Centro Histórico de Odessa se situa em uma reentrância rasa do litoral cerca de 30 quilômetros ao norte do estuário do Dniestre. A cidade foi fundada em 1794 por uma decisão estratégica de Catarina, a Grande de construir um porto de águas quentes após a conclusão da Guerra Russo-Turca de 1787. A nova cidade, construída no local de uma fortaleza turca, foi inicialmente planejada por um engenheiro militar e depois expandida durante o século XIX. Odessa deve seu caráter e rápido desenvolvimento durante o século XIX devido ao sucesso de seu porto, às políticas favoráveis de seus governantes e ao seu status de cidade portuária livre de 1819 a 1859. O comércio atraiu diversos povos que formaram comunidades multiétnicas e multiculturais, tornando Odessa uma cidade cosmopolita. O seu ritmo de desenvolvimento, a riqueza que gerou e a sua multiculturalidade influenciaram a sua expressão arquitetônica e a variedade de estilos que ainda hoje perduram na paisagem urbana. Também causou tensões que, a partir de 1821, desencadearam uma série de eventos violentos. 
O centro histórico de Odessa é um sistema de grade de ruas arborizadas espaçosas divididas em dois blocos retangulares cuja direção obedeceu à orientação de duas ravinas profundas que cortam o planalto da região perpendicularmente ao mar. A cidade é caracterizada por edifícios relativamente baixos. Projetados por arquitetos e engenheiros majoritariamente italianos, os prédios públicas da cidade servem de testemunho da diversidade eclética em estilos arquitetônicos quanto todas as principais atividades de uma cidade comercial. 